# Ninidae
Ninini
Famille
Synonymes
- Ninini Barber, 1956[1]

Les Ninidae sont une famille d'insectes hétéroptères (punaises) de la super-famille des Lygaeoidea, considérée jusqu'en 1997 comme une tribu au sein des Cyminae, les Ninini.

## Description
Ces punaises au corps allongé à ovoïde ont la tête large, avec le vertex (distance entre les yeux) plus large que le bord antérieur du pronotum. Leurs yeux sont quasi pédonculés. Les antennes, de quatre articles, dont le premier plus court que le second, sont insérées au dessus d'une ligne passant par le milieu des yeux. Le rostre compte également quatre articles. Les Ninidae ont, comme les Cymidae et les Cryptorhamphidae, des ocelles entourées d'un sillon (et plus proche l'un de l'autre que des yeux), mais à la différence de ces familles, ont les hémélytres (aile antérieure) non ponctuées ou faiblement ponctuées, la corie resserrée à la base, au-delà de quoi elle est transparente ou hyaline, et elles ont l'apex du scutellum bifide. Le pronotum n'est pas resserré latéralement ni caréné. Les stigmates ou spiracles abdominaux sont dorsaux sauf sur le segment 7, où ils sont ventraux. Des trichobothries sont présentes sur les segments 3 à 7 de l'abdomen, par trois, sauf sur le segment 7 où elles sont par paires. Elles sont en position submédiane sur les segments 3 et 4, et latérales sur les segments 5 et 6. Ces punaises mesurent de 3 à 4 mm,,.

## Répartition et habitat
La répartition des Ninidae est pantropicale (zones tropicales tout autour de la Terre). Schuh & Weirauch les indiquent comme absents d'Australie, mais GBIF montre un certain nombre de données australiennes et l’Australian Faunal Directory confirme la présence de deux espèces.

## Biologie
Les données concernant leur biologie sont peu nombreuses. Une espèce a été trouvée en Afrique du Sud sur Cyperus immensis et sur Scirpus costatus, deux Cyperaceae (monocotylédones). Elles se nourriraient de graines sur le sommet des plantes. Ninus insignis a été collecté sur la canne à sucre (Poaceae, monocotylédones), et Cymoninus sechellensis sur des fougères et sur Fimbristylis cymosa (Cyperaceae).

## Systématique
Ce taxon a été créé par Harry Gardner Barber (d) en 1956, qui définit les sous-groupes au sein des Cymidae, alors appelés Cyminae et encore considérés comme une sous-famille des Lygaeidae au sens large. Il est donc d'abord établi comme une tribu, les « Ninini », avec les genres Cymoninus, Neoninus, Ninoninus et Ninus, ainsi qu'un genre aujourd'hui déplacé dans les Orsillinae (Lygaeidae), Nesomartis. Scudder révise le groupe l'année suivante et y adjoint un cinquième genre, Paraninus. En 1967, Štys établit le lien des Ninini avec la lignée des Malcidae, un regroupement au sein des Lygaeoidea qui montre la proximité des Malcidae, des Cymidae (y compris les futurs Ninidae et Cryptorhamphidae), des Berytidae et des Colobathristidae. Hamid révise à son tour le groupe en 1975.
Le statut de tribu est modifié en 1997 par Thomas J. Henry, dans sa révision des Lygaeoidea dans une perspective phylogénétique, où il fait des Ninidae une famille à part entière, séparée des Cymidae également élevés au rang de famille, et groupe frère du groupe Malcidae + Berytidae + Colobathristidae,.
La famille contient 5 genres et une quinzaine d'espèces (le genre Ninyas, parfois compris dans cette famille, est dorénavant classé dans les Geocoridae). On n'en connaît pas de fossiles. Le genre type est Ninus Stål, 1860, et l'espèce type Ninus insignis. Le site Lygaeoidea Species Files présente un catalogue en ligne. 

### Liste des genres
Selon Lygaeoidea Species Files :
- genre Cymoninus Breddin, 1907
- genre Neoninus Distant, 1882
- genre Ninomimus Lindberg, 1934
- genre Ninus Stål, 1860
- genre Paraninus Scudder, 1957

## Galerie

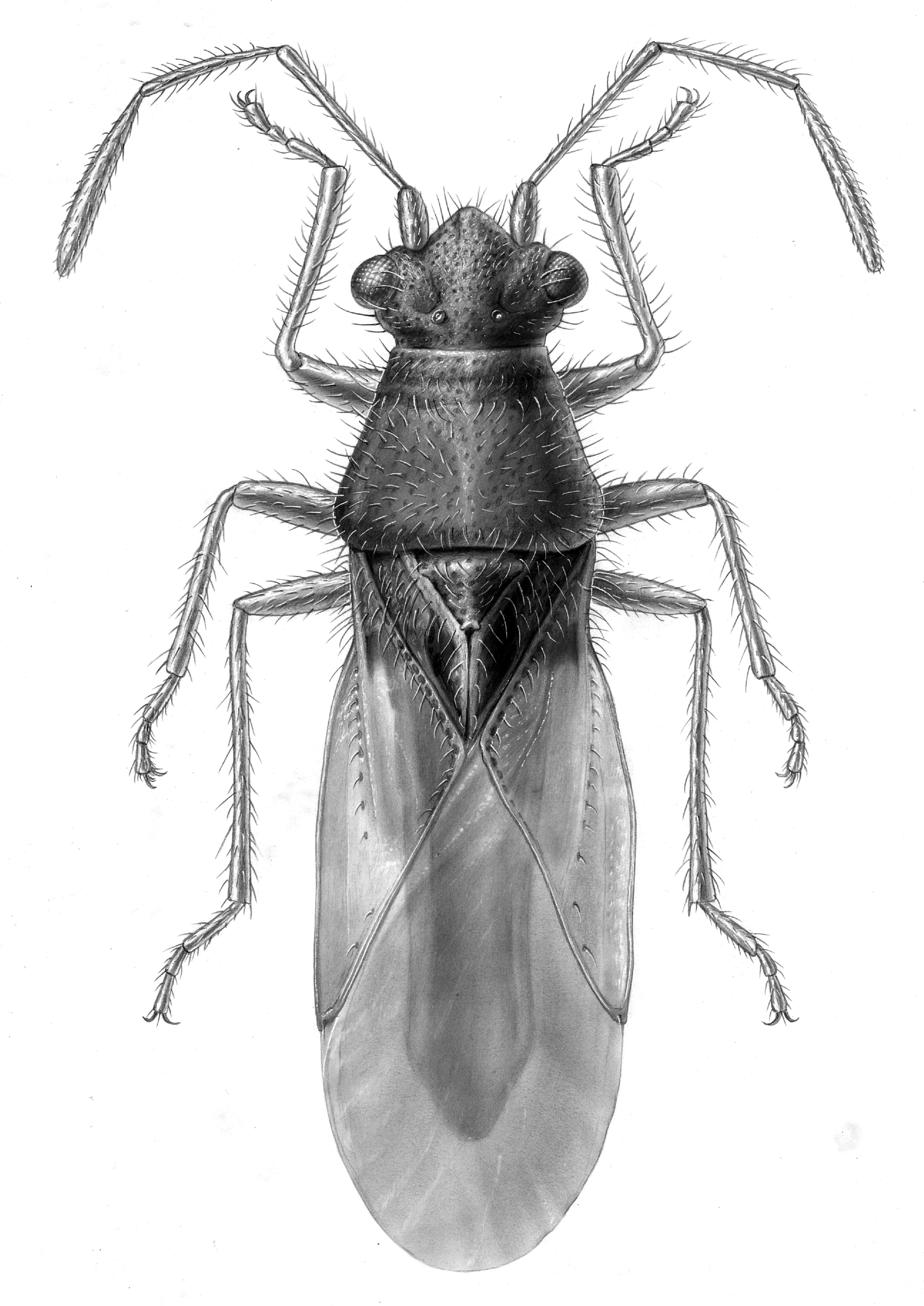
Cymoninus notabilis, dessin de Margaret E. Poor, Smithsonian Institution, NMNH.
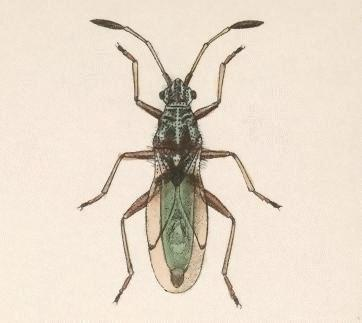
Neoninus illustris, illustration de Biologia Centrali Americana, entre 1883 et 1893.
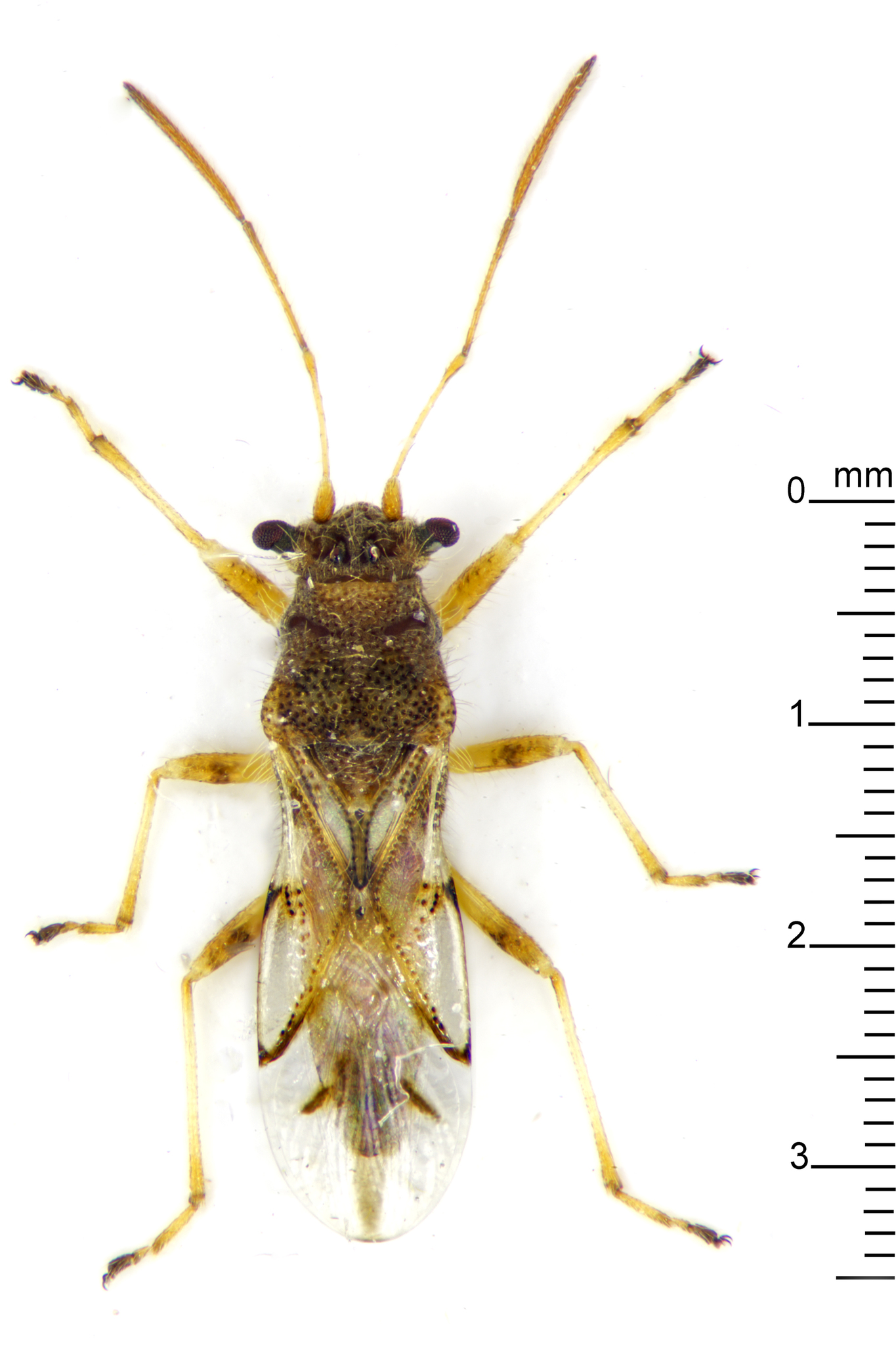
Ninus insignis, Brunei (île de Bornéo).
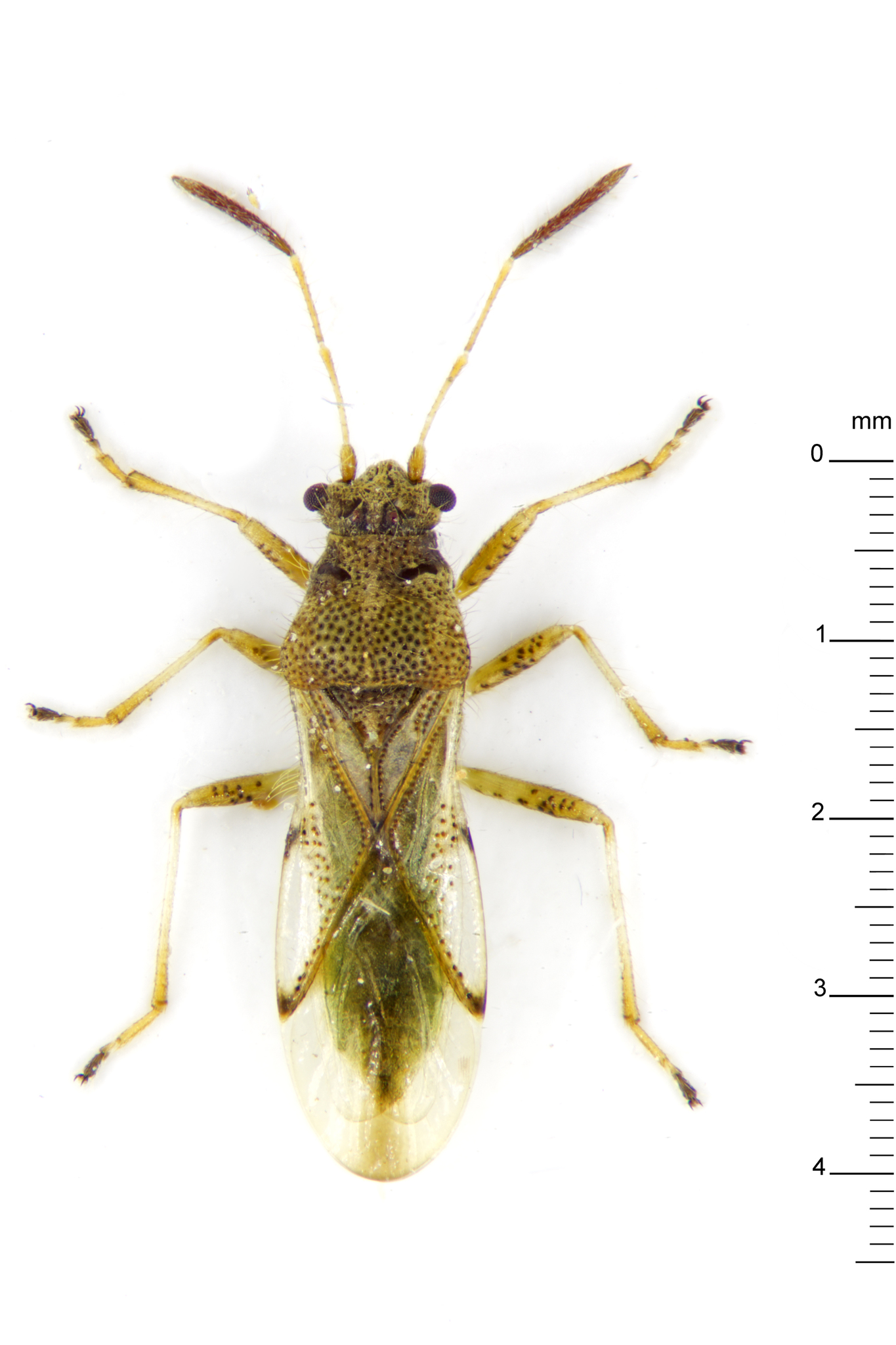
Ninus substylatus, Brunei (île de Bornéo).